# 太谷站
太谷站位于中华人民共和国山西省晋中市太谷区城西，是南同蒲铁路的一个车站，始建于1934年，距离太原站63公里，距离孟塬站465公里，隶属于中国铁路太原局集团介休车务段，现为三等站。

## 旅客列车目的地
截至2025年7月，每日有8班旅客列车在本站办理客运业务。
| 列车所属路局 | 目的地                                     |
| ------------ | ------------------------------------------ |
| 太原局集团   | 北京西、北京丰台、长沙、秦皇岛、大同、运城 |